# Sobekhotep (trésorier)
Pour les articles homonymes, voir Sobekhotep.
Sobekhotep est un trésorier en Égypte antique sous les ordres du pharaon Sésostris Ier, qui vécut vers 1950 avant notre ère. Il est ainsi l'un des magistrats les plus haut placés de la cour du pharaon, responsable des expéditions organisées dans le pays afin de s'assurer que le palais ne manque de rien.
La seule preuve de l'existence de Sobekhotep est une inscription gravée sur l'un des murs de la carrière d'Hatnoub (près de Al-Minya) : responsable de l'acheminement d'albâtre au palais du roi. Cette inscription date de la 22e année de règne du pharaon Sésostris Ier et indique que Sobekhotep, en plus du titre de trésorier, était également scelleur royal et unique ami du pharaon. Son successeur fut sûrement le vizir Montouhotep.